# سیارک ۹۸۵۱
سیارک ۹۸۵۱ (به انگلیسی: 9851 Sakamoto، نامگذاری:1990UG3) نه هزار و هشتصد و پنجاه و یکمین سیارک کشف شده‌است که در ۲۴ اکتبر ۱۹۹۰ کشف شد.
قدر مطلق سیارک برابر ۲۸.۲ است.